# Église des Quatre-Martyrs de Réthymnon
L'église des Quatre-Martyrs (grec moderne : Εκκλησία Τεσσάρων Μαρτύρων) est une église orthodoxe située dans la ville de Réthymnon, sur l'île de Crète, en Grèce. Elle est dédiée aux Néo-Martyrs de Crète : Angelís, Manouíl, Geórgios et Nikólaos,.

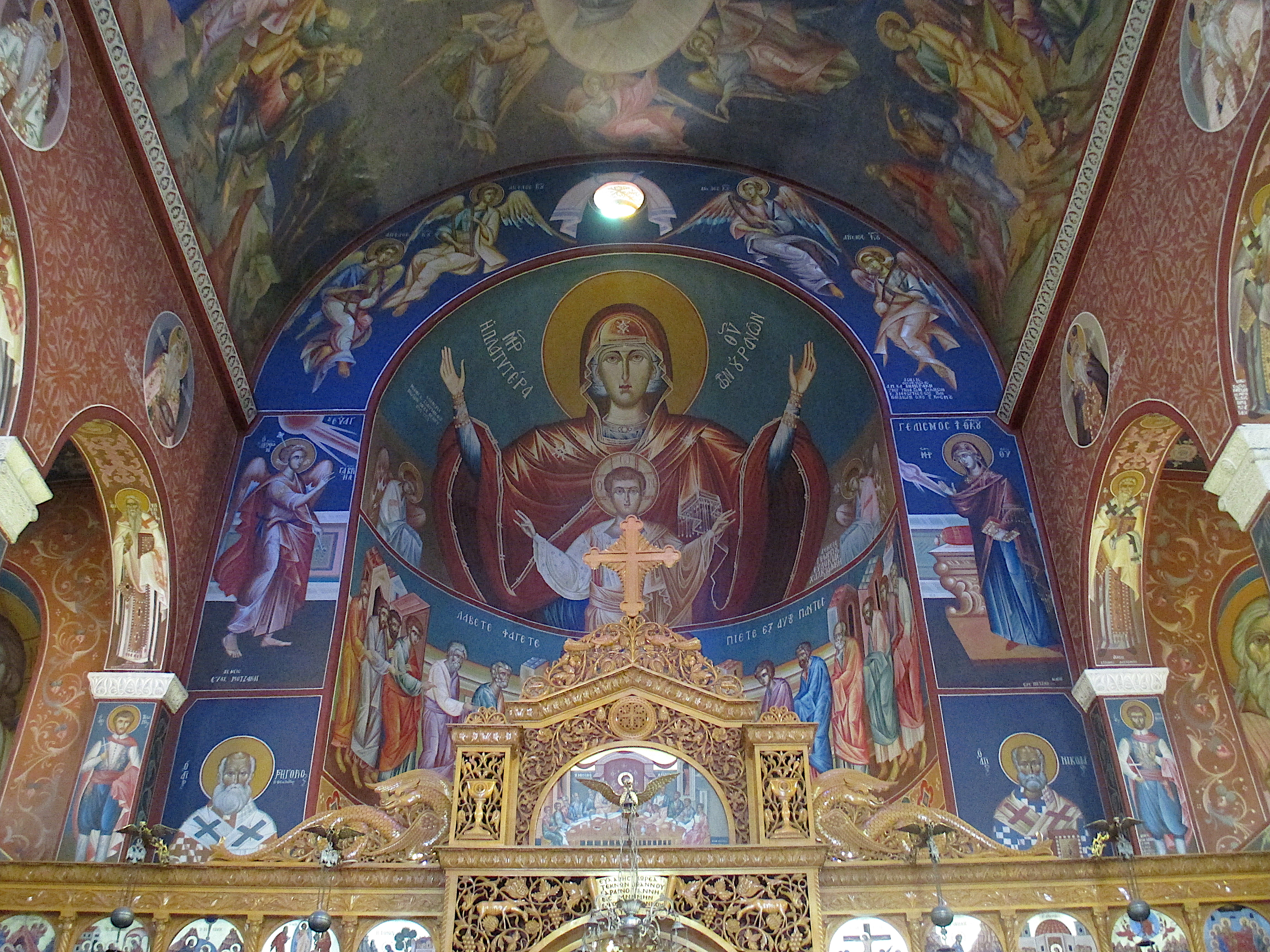
Vue de fresques sur les murs et le plafond de l'église.

Les Néo-Martyrs de Crète sont exécutés à Réthymnon, à proximité de la Grande Porte ou Guora Porta, le 28 octobre 1824,. De nos jours, ils sont considérés comme les saints patrons de la ville. L'église est construite sur le site de la mise à mort et se trouve au bord de ce qui est aujourd'hui la Place des Quatre-Martyrs (grec moderne : Πλατεία Τεσσάρων Μαρτύρων), juste au sud de la vieille ville de Réthymnon. Elle est le site d'anciennes églises, de nos jours disparues, dédiées aux Quatre Martyrs. La construction de la première d'entre elles commence en 1905 et elle est démolie, toujours incomplète, en 1947. Une église de taille plus modeste est ensuite construite sur le site, puis démolie en 1972. L'église actuelle est ensuite construite sur le site et consacrée le 28 décembre 1975,.
Le bâtiment de l'église comporte une nef à trois vaisseaux et un dôme. Sa façade comporte deux clochers. L'intérieur de l'église est décoré de peintures murales et de plafonds de style byzantin. L'autel abrite les reliques des martyrs. Au niveau du rez-de-chaussée de l'église se trouve une chapelle dédiée à Saint Sabas (grec moderne : Όσιος Σάββας),.